# 葛焕标
葛焕标（1936年—），浙江诸暨人，中国人民解放军将领、中国人民解放军中将。 
1995年，授予中国人民解放军中将，曾任国防科学技术工业委员会副政治委员。